# Wielersport op de Olympische Zomerspelen 2016 – sprint mannen
De sprint voor de mannen op de Olympische Zomerspelen 2016 vond plaats van vrijdag 12 tot en met zondag 14 augustus 2016. De Brit Jason Kenny won de gouden medaille in 2012 en verdedigde de olympische titel met succes in Rio. Alle renners zetten in de kwalificatieronde een eerste tijd neer; de uitslag bepaalde de samenstellingen van de wedstrijden in de eerste ronde, die een directe confrontatie waren tussen twee wielrenners. Eenzelfde opzet was er in de volgende ronden, tot in de finales, waarin een renner twee ritten winnend moest afsluiten. Bij een gelijke stand na twee races werd een beslissende rit gereden.

## Resultaten

### Kwalificatieronde
| rang | naam               | land               | tijd   |      |
| ---- | ------------------ | ------------------ | ------ | ---- |
| 1    | Jason Kenny        | Groot-Brittannië   | 9.551  | Q OR |
| 2    | Callum Skinner     | Groot-Brittannië   | 9.703  | Q    |
| 3    | Matthew Glaetzer   | Australië          | 9.704  | Q    |
| 4    | Denis Dmitrjev     | Rusland            | 9.774  | Q    |
| 5    | Gregory Bauge      | Frankrijk          | 9.807  | Q    |
| 6    | Njisane Phillip    | Trinidad en Tobago | 9.813  | Q    |
| 7    | Damian Zieliński   | Polen              | 9.823  | Q    |
| 8    | Jeffrey Hoogland   | Nederland          | 9.837  | Q    |
| 9    | Sam Webster        | Nieuw-Zeeland      | 9.880  | Q    |
| 10   | Edward Dawkins     | Nieuw-Zeeland      | 9.895  | Q    |
| 11   | François Pervis    | Frankrijk          | 9.898  | Q    |
| 12   | Joachim Eilers     | Duitsland          | 9.908  | Q    |
| 13   | Xu Chao            | China              | 9.939  | Q    |
| 14   | Pavel Kelemen      | Tsjechië           | 9.969  | Q    |
| 15   | Rafal Sarnicki     | Polen              | 9.980  | Q    |
| 16   | Fabián Puerta      | Colombia           | 9.981  | Q    |
| 17   | Patrick Constable  | Australië          | 10.010 | Q    |
| 18   | Maximilian Levy    | Duitsland          | 10.035 | Q    |
| 19   | Juan Peralta       | Spanje             | 10.055 |      |
| 20   | Kang Dong-jin      | Zuid-Korea         | 10.092 |      |
| 21   | Theo Bos           | Nederland          | 10.140 |      |
| 22   | Im Chae-bin        | Zuid-Korea         | 10.147 |      |
| 23   | Santiago Ramírez   | Colombia           | 10.199 |      |
| 24   | Hersony Canelón    | Venezuela          | 10.239 |      |
| 25   | Seiichiro Nakagawa | Japan              | 10.241 |      |
| 26   | Nikita Sjoersjin   | Rusland            | 10.418 |      |
| 27   | Cesar Marcano      | Venezuela          | 10.649 |      |

### Eerste ronde
| rang | naam            | land             | tijd   |   |
| ---- | --------------- | ---------------- | ------ | - |
| 1    | Jason Kenny     | Groot-Brittannië | 10.245 | Q |
| 2    | Maximilian Levy | Duitsland        | +0.066 | H |

| rang | naam              | land             | tijd   |   |
| ---- | ----------------- | ---------------- | ------ | - |
| 1    | Callum Skinner    | Groot-Brittannië | 10.254 | Q |
| 2    | Patrick Constable | Australië        | +0.071 | H |

| rang | naam             | land      | tijd   |   |
| ---- | ---------------- | --------- | ------ | - |
| 1    | Matthew Glaetzer | Australië | 10.299 | Q |
| 2    | Fabián Puerta    | Colombia  | +0.058 | H |

| rang | naam           | land    | tijd   |   |
| ---- | -------------- | ------- | ------ | - |
| 1    | Denis Dmitrjev | Rusland | 10.141 | Q |
| 2    | Rafał Sarnecki | Polen   | +0.036 | H |

| rang | naam          | land      | tijd   |   |
| ---- | ------------- | --------- | ------ | - |
| 1    | Gregory Bauge | Frankrijk | 10.214 | Q |
| 2    | Pavel Kelemen | Tsjechië  | +0.050 | H |

| rang | naam            | land               | tijd   |   |
| ---- | --------------- | ------------------ | ------ | - |
| 1    | Xu Chao         | China              | 10.373 | Q |
| 2    | Njisane Phillip | Trinidad en Tobago | +0.145 | H |

| rang | naam             | land      | tijd   |   |
| ---- | ---------------- | --------- | ------ | - |
| 1    | Joachim Eilers   | Duitsland | 10.428 | Q |
| 2    | Damian Zieliński | Polen     | +0.041 | H |

| rang | naam             | land      | tijd   |   |
| ---- | ---------------- | --------- | ------ | - |
| 1    | Jeffrey Hoogland | Nederland | 10.181 | Q |
| 2    | François Pervis  | Frankrijk | +0.052 | H |

| rang | naam           | land          | tijd   |   |
| ---- | -------------- | ------------- | ------ | - |
| 1    | Sam Webster    | Nieuw-Zeeland | 10.159 | Q |
| 2    | Edward Dawkins | Nieuw-Zeeland | +0.150 | H |

#### Herkansingen
| rang | naam            | land               | tijd   |   |
| ---- | --------------- | ------------------ | ------ | - |
| 1    | Maximilian Levy | Duitsland          | 10.356 | Q |
| 2    | Edward Dawkins  | Nieuw-Zeeland      | +0.024 |   |
| 3    | Njisane Phillip | Trinidad en Tobago | +1.429 |   |

| rang | naam              | land      | tijd   |   |
| ---- | ----------------- | --------- | ------ | - |
| 1    | Patrick Constable | Australië | 10.363 | Q |
| 2    | Damian Zieliński  | Polen     | +0.028 |   |
| 3    | Pavel Kelemen     | Tsjechië  | +0.378 |   |

| rang | naam            | land      | tijd   |   |
| ---- | --------------- | --------- | ------ | - |
| 1    | Fabián Puerta   | Colombia  | 10.272 | Q |
| 2    | Rafal Sarnecki  | Polen     | +0.086 |   |
| 3    | François Pervis | Frankrijk | +0.607 |   |

### Tweede ronde
| rang | naam          | land             | tijd   |   |
| ---- | ------------- | ---------------- | ------ | - |
| 1    | Jason Kenny   | Groot-Brittannië | 10.369 | Q |
| 2    | Fabián Puerta | Colombia         | +0.109 | H |

| rang | naam              | land             | tijd   |   |
| ---- | ----------------- | ---------------- | ------ | - |
| 1    | Callum Skinner    | Groot-Brittannië | 10.359 | Q |
| 2    | Patrick Constable | Australië        | +0.021 | H |

| rang | naam             | land      | tijd   |   |
| ---- | ---------------- | --------- | ------ | - |
| 1    | Matthew Glaetzer | Australië | 10.166 | Q |
| 2    | Maximilian Levy  | Duitsland | +0.059 | H |

| rang | naam           | land          | tijd   |   |
| ---- | -------------- | ------------- | ------ | - |
| 1    | Denis Dmitrjev | Rusland       | 10.102 | Q |
| 2    | Sam Webster    | Nieuw-Zeeland | +0.142 | H |

| rang | naam             | land      | tijd   |   |
| ---- | ---------------- | --------- | ------ | - |
| 1    | Gregory Bauge    | Frankrijk | 10.103 | Q |
| 2    | Jeffrey Hoogland | Nederland | +0.121 | H |

| rang | naam           | land      | tijd   |   |
| ---- | -------------- | --------- | ------ | - |
| 1    | Joachim Eilers | Duitsland | 10.449 | Q |
| 2    | Xu Chao        | China     | +0.058 | H |

#### Herkansingen
| rang | naam          | land          | tijd   |   |
| ---- | ------------- | ------------- | ------ | - |
| 1    | Xu Chao       | China         | 10.753 | Q |
| 2    | Sam Webster   | Nieuw-Zeeland | +0.048 |   |
| 3    | Fabián Puerta | Colombia      | +0.181 |   |

| rang | naam              | land      | tijd   |   |
| ---- | ----------------- | --------- | ------ | - |
| 1    | Patrick Constable | Australië | 10.456 | Q |
| 2    | Maximilian Levy   | Duitsland | +0.100 |   |
| 3    | Jeffrey Hoogland  | Nederland | +0.118 |   |

#### Wedstrijd om plaatsen 9–12
| rang | naam             | land          | tijd   | plaats |
| ---- | ---------------- | ------------- | ------ | ------ |
| 1    | Maximilian Levy  | Duitsland     | 10.275 | 9      |
| 2    | Fabián Puerta    | Colombia      | +0.067 | 10     |
| 3    | Jeffrey Hoogland | Nederland     | +0.126 | 11     |
| 4    | Sam Webster      | Nieuw-Zeeland | +0.329 | 12     |

### Kwartfinales
| rang | naam              | land             | tijd 1 | tijd 2 |   |
| ---- | ----------------- | ---------------- | ------ | ------ | - |
| 1    | Jason Kenny       | Groot-Brittannië | 10.341 | 10.219 | Q |
| 2    | Patrick Constable | Australië        | +0.194 | +0.258 |   |

| rang | naam           | land             | tijd 1 | tijd 2 |   |
| ---- | -------------- | ---------------- | ------ | ------ | - |
| 1    | Callum Skinner | Groot-Brittannië | 10.299 | 10.212 | Q |
| 2    | Xu Chao        | China            | +0.122 | +0.200 |   |

| rang | naam             | land      | tijd 1 | tijd 2 |   |
| ---- | ---------------- | --------- | ------ | ------ | - |
| 1    | Matthew Glaetzer | Australië | 10.456 | 10.401 | Q |
| 2    | Joachim Eilers   | Duitsland | +0.084 | +0.049 |   |

| rang | naam           | land      | tijd 1 | tijd 2 |   |
| ---- | -------------- | --------- | ------ | ------ | - |
| 1    | Denis Dmitrjev | Rusland   | 10.202 | 10.166 | Q |
| 2    | Gregory Bauge  | Frankrijk | +0.063 | +0.213 |   |

#### Wedstrijd om plaatsen 5–8
| rang | naam              | land      | tijd   | plaats |
| ---- | ----------------- | --------- | ------ | ------ |
| 1    | Joachim Eilers    | Duitsland | 10.525 | 5      |
| 2    | Xu Chao           | China     | +0.036 | 6      |
| 3    | Grégory Baugé     | Frankrijk | +0.153 | 7      |
| 4    | Patrick Constable | Australië | +0.215 | 8      |

### Halve finales
| rang | naam           | land             | tijd 1 | tijd 2 | tijd 3 |   |
| ---- | -------------- | ---------------- | ------ | ------ | ------ | - |
| 1    | Jason Kenny    | Groot-Brittannië | +0.043 | 10.048 | 10.071 | Q |
| 2    | Denis Dmitrjev | Rusland          | 10.139 | +0.032 | +0.302 |   |

| rang | naam             | land             | tijd 1 | tijd 2 |   |
| ---- | ---------------- | ---------------- | ------ | ------ | - |
| 1    | Callum Skinner   | Groot-Brittannië | 10.119 | 10.244 | Q |
| 2    | Matthew Glaetzer | Australië        | +0.046 | +0.057 |   |

### Finales
| rang   | naam           | land             | tijd 1 | tijd 2 |  |
| ------ | -------------- | ---------------- | ------ | ------ |  |
| Goud   | Jason Kenny    | Groot-Brittannië | 10.164 | 9.916  |  |
| Zilver | Callum Skinner | Groot-Brittannië | +0.113 | +0.086 |  |

| rang  | naam             | land      | tijd 1 | tijd 2 |  |
| ----- | ---------------- | --------- | ------ | ------ |  |
| Brons | Denis Dmitrjev   | Rusland   | 10.105 | 10.190 |  |
| 4     | Matthew Glaetzer | Australië | +0.072 | +0.044 |  |

1896: Paul Masson ·
1900: Albert Taillandier ·
1920: Maurice Peeters ·
1924: Lucien Michard ·
1928: Roger Beaufrand ·
1932: Jacques van Egmond ·
1936: Toni Merkens ·
1948: Mario Ghella ·
1952: Enzo Sacchi ·
1956: Michel Rousseau ·
1960: Sante Gaiardoni ·
1964: Giovanni Pettenella ·
1968: Daniel Morelon ·
1972: Daniel Morelon ·
1976: Anton Tkáč ·
1980: Lutz Heßlich ·
1984: Mark Gorski ·
1988: Lutz Heßlich ·
1992: Jens Fiedler ·
1996: Jens Fiedler ·
2000: Marty Nothstein ·
2004: Ryan Bayley ·
2008: Chris Hoy · 
2012: Jason Kenny · 
2016: Jason Kenny · 
2020: Harrie Lavreysen · 
2024: Harrie Lavreysen